# Caigentan
Caigentan (Chinees: 菜根譚), de Groente- en wortelvertellingen, is een collectie van ruim 350 aforismen opgetekend rond 1590 tijdens de Ming-dynastie (1368-1644) in China door Hong Zicheng 洪自誠. De aforismen zijn geïnspireerd door de drie belangrijkste levensbeschouwelijke tradities in het toenmalige China, confucianisme, daoïsme en boeddhisme, tradities die in het huidige China nog altijd belangrijk zijn. Destijds leefde sterk de opvatting dat deze drie tradities ondanks alle verschillen, uiteindelijk één zijn (Chinees: sanjiao heyi 三教合一:) de drie leren zijn (uiteindelijk) een.

## Auteur
Van de auteur Hong Zicheng 洪自誠 is vrijwel niets bekend, zelfs geen jaartallen, maar gegeven de uit de aforismen blijkende belezenheid en eruditie zal hij een ambtenaar geweest zijn (in elk geval de daarvoor vereiste studies hebben gedaan) (Vos 1976, 1986, 1993 en Röser 1987). De schrijver is ook bekend onder de naam Hong Yingming 洪應明 en het pseudoniem Daoïst die terugkeert naar de oorsprong (Huanchu Daoren 還初道人). De familienaam is Hong en de voornaam Zicheng (in combinatie te lezen als 'Hong die zichzelf cultiveert') is voor gebruik buiten de familiekring. Yingming ('Veelbelovend licht') is de voornaam voor gebruik binnen de familiekring. Hij heeft in 1602 nog een boek uitgegeven met de titel Wonderbaarlijke sporen van onsterfelijken en Boeddha's (Xianfo qizong 仙佛奇蹤). Dit bevat legendarische verhalen over tientallen daoïsten en boeddhisten. Uit het door Yu Kongjian 于孔兼 (act. 2e helft 16e eeuw) geschreven voorwoord bij de aforismenbundel valt af te leiden dat Hong Zicheng tegenslag in zijn leven gekend heeft.

## Titel
De karaktercombinatie caigen 菜根 is te vertalen als twee woorden, groente en wortels, maar de combinatie wordt ook gebruikt in de betekenis van 'oneetbare wortels'. De titel is waarschijnlijk geïnspireerd door een spreuk van Wang Xinmin 汪信民 (1071-1110): 
Wie goed kan kauwen op groente en wortels, kan alle zaken afhandelen.
Een mogelijke bron is ook dit gezegde van de staatsman Han Yu 韓愈 (768-824):
Bij het eten van groente en wortels proef je in het flauwe een waarachtige smaak.
De Nederlandse uitdrukking 'op een houtje kunnen bijten' komt goed in de buurt.
Het laatste woord in de titel, tan 譚 betekent gesprek, vertelling, discussie of geklets.

## Inhoud
Het boek hoort tot de, in de late Ming-dynastie populaire categorie ‘goede boeken’ of moraalboeken shanshu 善書 die wel vergelijkbaar zijn met de in onze tijd populaire zelfhulpboeken (maar wel een nadrukkelijke ethische invalshoek kennen). Bundels met aforismen, spreuken en citaten heten ook wel yulu 語錄, citatencollecties. Het type tekst is enigszins vergelijkbaar met de Meditaties van de Romeinse keizer Marcus Aurelius (121-180). De tijd waarin de auteur leefde, werd getekend door grote sociale en economische omwentelingen die voor veel onzekerheid zorgden en behoefte kweekten aan boeken die daar doorheen konden gidsen. De aforismen willen handreikingen bieden voor hoe in die omstandigheden het 'goede leven' te leiden en dan zowel in het werkzame leven als in het privéleven. Daartoe put de tekst uit het gedachtegoed van de drie centrale levensbeschouwelijke tradities in het Chinese denken, confucianisme, daoïsme en boeddhisme. Het zwaartepunt ligt misschien toch wel bij het confucianisme omdat veel aforismen het ideaaltype van de confucianistische Junzi 君子 beschrijven, een moreel hoogstaand persoon aan wie je zowel staatszaken en familieaangelegenheden kunt toevertrouwen. Anderzijds is het aantal verwijzingen naar het daoïsme ook groot. In dat licht is niet verbazend dat de boodschap van veel aforismen contra-intuïtief is: lijden en tegenslag ondervinden is niet altijd slecht en voor jezelf opkomen is niet altijd goed. Slimheid en talent zijn misschien wel geen zegen, maar juist een vloek en het fletse, flauwe, duffe en suffe is te verkiezen boven het schitterende, pittige, gisse en drukke. Niet het (uiterlijke) resultaat telt, maar enkel de (innerlijke) intentie.
De aforismen zijn vrij kort, maar langer dan gewone spreekwoorden en zegswijzen. Zij zijn vrij hecht gecomponeerd door gebruikmaking van zogeheten antithetische parallellie pianwen 駢文, ‘de herhaling van hetzelfde syntactische en semantische patroon in twee opeenvolgende regels van een regelpaar, waarbij de betekenis van de twee regels zoveel mogelijk tegengesteld dient te zijn.’ (Idema, 2006, p. 11). Kenmerkend is verder het vele gebruik van poëtische natuurbeelden. Daarachter gaat meestal een extra betekenislaag schuil want natuurbeelden dienen als metaforen voor wat er in en met de mens gebeurt. In het Chinese denken is de mens een microkosmos die de macrokosmos direct weerspiegelt. De aforismen bevatten veel al dan niet directe verwijzingen naar gedichten en filosofische teksten.
Allerlei thema's uit de aforismen zijn terug te vinden in Chinese en Japanse schilderingen en kalligrafieën.

## Tekstgeschiedenis
Er bestaan twee versies van de tekst (Vos 1976, 1986, 1993 en Röser 1987). De vroegste versie heet de Wanli-versie, want stamt uit de regeerperiode van keizer Wanli, die heerste van 1572 tot 1620. De oudste gedrukte exemplaren daarvan bevinden zich in Japan. Deze versie bestaat uit twee delen. Het eerste deel van 222 aforismen gaat vooral in op de vraag hoe moreel verantwoord en onkreukbaar te handelen als ambtenaar; deel twee behandelt in 135 aforismen de tijd dat men niet (meer) werkzaam is en leeft als gepensioneerde of kluizenaar. Het is vooral deze versie die vertaald wordt. Een latere versie van de Caigentan heet de Qianlong-versie 乾隆, naar de gelijknamige keizer uit de Qing-dynastie in wiens regeerperiode (1736-1795) deze verschijnt. Deze versie kent een onderverdeling in vijf thema's: zelfcultivering xiuxing 修省, oordeelsvorming pingy 評議, sociaal verkeer yingchou 應酬, plezier in vrijetijd xianshi 閑適 en algemene overwegingen gailun 概論. Deze versie is in drie goeddeels identieke drukken beschikbaar (1768, 1775 en 1794) en telt 375 aforismen waarvan een aanzienlijk deel, 198 aforismen, ook in de Wanli-versie is opgenomen.
De volledige Chinese tekst (van beide versies) is gemakkelijk te vinden, ook versies met commentaren.

## Vertalingen
In China, Japan en Korea heeft de tekst altijd wel een zekere mate van bekendheid genoten. Belangstelling daarbuiten ontstaat pas in de 20e eeuw. De eerste vertaling (in het Engels) dateert van 1926 (Isobe). Vanaf 1980 wordt de tekst populair in Japan, onder andere als inspiratiebron voor het denken over management. De belangstelling daar leidt weer tot vertalingen in het Engels. Onder de kop 'Verwijzingen' is een (niet limitatief) overzicht van vertalingen opgenomen. Er zijn drie Nederlandse vertalingen, waarvan twee boekvertalingen: Huanshu Daoren (2001; uit het Engels vertaald) en Hong Zicheng (2020a; uit het Chinees vertaald en vergezeld van een gratis e-book met commentaren: 2020b). Daarnaast is nog een Nederlandse vertaling (uit het Chinees) van Ruud Moors op het internet beschikbaar.